# Pilas de la Fuente del Soto
Las Pilas de la Fuente del Soto, también conocida como la Hortichuela, es una localidad y pedanía española perteneciente al municipio de Alcalá la Real, en la provincia de Jaén. Su población actual es de 80 habitantes (INE 2023). Se encuentra a menos de 2 km del límite con la provincia de Córdoba y a 10,5 km de Alcalá la Real capital. Su altitud se estima en 848 metros sobre el nivel del mar.
La carretera comarcal JA-5300 conecta a la pedanía alcalaína con otras localidades y carreteras cercanas como la A-335. Entre la A-335 y la JA-5300 se celebra anualmente el rally Subida a la Mota, el cual inicialmente también tenía lugar entre los pueblos de Las Pilas y Las Caserías de San Isidio.

## Economía
La economía de esta localidad está sustentada en la agricultura gracias a los olivares que protagonizan la vegetación del lugar. Al igual que en el resto de la comarca, existen varios molinos de aceite que producen aceite de oliva, representando esto la mayor seña de identidad del lugar. También son cultivadas aquí las almendras, cerezas y castañas, entre otros.
Aunque la pedanía nunca ha llegado a alcanzar un gran tamaño, sí existen vestigios que remontan sus orígenes a la Edad del Bronce.

## Fiestas
Las fiestas más importantes de Pilas de la Fuente del Soto son el día de la Cruz (3 de mayo), la fiesta de las Flores y de la Virgen de Fátima (mayo), la fiesta del Portillo y la Misa del Gallo (24 de diciembre).

## Lugares de interés
La ermita de la Inmaculada, la fuente del Rincón, el cerro de la Zarza, el llano de Altamira, el arroyo Saladillo y el cerro de la Torre son los principales lugares donde realizar turismo rural en Las Pilas. Está especialmente habilitado para su visita a pie o en bicicleta, habiendo varias sendas ciclables que atraviesan el lugar.